# Leo Kereselidze

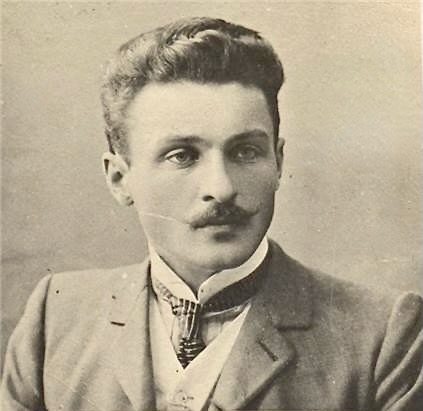
Leo Kereselidze

Leo Kereselidze, gruz. ლეო კერესელიძე (ur. w 1885, zm. w 1944 w Niemczech) – gruziński wojskowy (generał) i działacz narodowy, współzałożyciel emigracyjnej organizacji Tetri Giorgi i Unii Gruzińskich Tradycjonalistów
W 1904 r. znajdował się wśród grupy gruzińskich działaczy niepodległościowych, którzy powołali w Stambule Komitet Niepodległości Gruzji. W 1910 r. zakończono jego działalność, ale w 1914 r. wznowiono ją w Szwajcarii i krótko po wybuchu I wojny światowej przeniesiono do Berlina. Komitet opowiadał się on za stworzeniem Gruzji pod niemieckim protektoratem. W 1915 r. L. Kereselidze wstąpił ochotniczo do formowanego przez Niemców Legionu Gruzińskiego. Awansowany do stopnia generała majora, został w nim najwyższym rangą oficerem gruzińskim. Legion wziął udział w niewielu walkach z Rosjanami, gdyż spełniał głównie rolę ośrodka propagandowego, stacjonując większy okres na tureckim wybrzeżu Morza Czarnego. Po jego rozwiązaniu w styczniu 1917 r., gen. L. Kerselidze przyłączył się do niemieckiej misji wojskowej gen. Friedricha Freiherra Kressa von Kressensteina, skierowanej do Gruzji. Tam w 1918 r. współtworzył siły zbrojne niepodległej Demokratycznej Republiki Gruzji. W wyniku inwazji Sowietów na Gruzję i zajęcia państwa pod koniec lutego 1921 r., udał się na emigrację do Niemiec. W 1924 r. współtworzył gruzińską organizację narodową Tetri Giorgi, która występowała za wyzwoleniem Gruzji spod władzy sowieckiej. Został jej sekretarzem generalnym. W latach 30. jego poglądy zbliżyły się do narodowego socjalizmu. Podczas II wojny światowej współpracował z Niemcami. Krótko przed śmiercią był jednym z założycieli Unii Gruzińskich Tradycjonalistów.